# Scott Davis (wielrenner)
Scott Davis (Bundaberg (Queensland, Australië), 22 april 1979) is een Australisch voormalig wielrenner. Hij is een oudere broer van Allan Davis.

## Belangrijkste overwinningen
1997
- Wereldkampioen Ploegenachtervolging (baan), Junioren (met Graeme Brown, Brett Lancaster en Michael Rogers)

2000
- 1ste etappe Ronde van Tasmanië

## Resultaten in voornaamste wedstrijden
| Jaar | Ronde van Italië | Ronde van Frankrijk | Ronde van Spanje |
| ---- | ---------------- | ------------------- | ---------------- |
| 2003 | opgave           |                     |                  |
| 2004 | 90e              |                     |                  |
| 2006 | 65e              |                     | 91e              |
| 2007 |                  |                     | 77e              |
| 2008 |                  |                     |                  |
| 2010 |                  |                     |                  |

| Jaar | Milaan-San Remo | Ronde van Vlaanderen | Amstel Gold Race | Luik-Bast.‑Luik | Ronde van Lombardije | Waalse Pijl |  | WK op de weg |
| ---- | --------------- | -------------------- | ---------------- | --------------- | -------------------- | ----------- |  | ------------ |
| 2003 | 167e            |                      |                  |                 |                      |             |  | opgave       |
| 2004 | 103e            |                      |                  |                 |                      |             |  | opgave       |
| 2006 |                 |                      |                  |                 | opgave               | 138e        |  |              |
| 2007 |                 |                      |                  | opgave          |                      | 98e         |  | opgave       |
| 2008 |                 |                      |                  | opgave          |                      |             |  |              |
| 2010 |                 | opgave               | opgave           |                 |                      |             |  |              |

## Ploegen
- 2000-Mercury Cycling Team-Manheim Auctions (stagiair)
- 2003-Panaria-Fiordo
- 2004-Panaria-Margres
- 2005-Tenax-Salmilano
- 2006-T-Mobile Team
- 2007-T-Mobile Team
- 2008-Team Columbia
- 2009-Fly V Australia-Virgin Blue
- 2010-Astana